# Geyaguga Chasma
Il Geyaguga Chasma è una struttura geologica della superficie di Venere.